# گیاه‌پارچ شاخه‌مهمیز
گیاه‌پارچ شاخه‌مهمیز (نام علمی: Nepenthes ramispina)، یک گونه از سرده گیاه‌پارچ‌ها و بومی ارتفاعات شبه‌جزیره مالزی است. زمانی شبیه گیاه‌پارچ باریک در نظر گرفته می‌شد، اما مطالعات روی این دو گونه در طبیعت نشان داده است که آنها به راحتی در انزوا قابل تشخیص هستند، گیاه‌پارچ باریک به راحتی با گیاه‌پارچ مکفارلن در مرحله رزت خود اشتباه گرفته می‌شود.

## دورگه‌های طبیعی
گیاه‌پارچ مکفارلن × گیاه‌پارچ شاخه‌مهمیز

گیاه‌پارچ شاخه‌مهمیز × گیاه‌پارچ خون‌سرخ

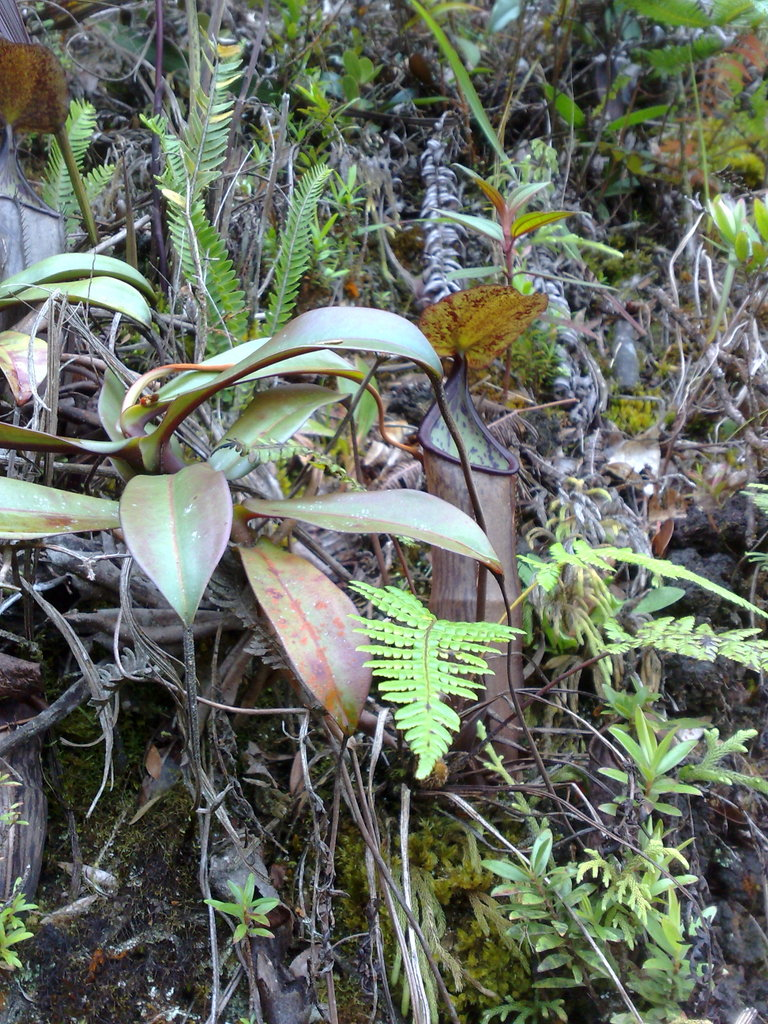
N. macfarlanei × N. ramispina